# Slot Possenhofen
Slot Possenhofen (Duits: Schloss Possenhofen) is een burchtcomplex in het Duitse Possenhofen, een deel van de gemeente Pöcking. Het complext bestaat uit een oud kasteel, een kubusvormig schilddakgebouw met vier dwarse hoektorens, een nieuw kasteel, een hoefijzergebouw, en de burchtkapel, die zich tussen de twee gebouwen bevindt en ze verbindt via een gang. Het kasteel ligt in het stadsdeel Possenhofen van de gemeente Pöcking in het district Starnberg, Opper-Beieren. Prinses Elisabeth in Beieren (ook bekend als Sisi), die later keizerin van Oostenrijk en koningin van Hongarije werd, bracht hier grote delen van haar jeugd door, waardoor het kasteel later enorm beroemd werd. Hoewel een deel van de Sissi-films zich in Possenhofen afspeelde, werd voor de films echter Slot Fuschl aan de Oostenrijkse Fuschlsee gebruikt. 

## Geschiedenis

### Ontstaan
Al in de 13e eeuw stond er een kasteel op een langgerekte stuwwalheuvel niet ver van het huidige kasteel. Gerhard von Sachsenhausen verkocht de adellijke residentie in 1310 aan het klooster Schäftlarn. Het is niet bekend hoe lang het kasteel heeft bestaan. In 1515 kreeg de hertogelijke kanselier Jakob Rosenbusch het dorp Possenhofen in ruil van hertog Willem IV op voorwaarde dat er een landhuis aan de oever van het meer zou worden gebouwd. De Beierse heerser wilde het Starnberger See aantrekkelijker maken als centrum voor meerfeesten en hofjachten door omliggende kastelen te bouwen. 
Er werd een houten gebouw neergezet, waar hertog Willem en zijn broer Lodewijk tijdens een bezoek kritiek op hadden. Rosenbusch liet vervolgens in 1536 het kasteel Possenhofen bouwen, dat vandaag de dag nog steeds bestaat, in steen. Het oudere houten gebouw werd toen gebruikt om de bedienden te huisvesten. Als teken van gunst kreeg de hooggeplaatste politicus vrijheid als edelman van hertog Willem IV en Possenhofen werd verheven tot Hofmark. Rosenbusch kreeg het dorp Feldafing in 1548, verwierf verschillende landgoederen in Pöcking en het eiland Wörth (het latere Rozeneiland) in 1545. Tijdens de Dertigjarige Oorlog werd het kasteel meerdere keren geplunderd en verwoest. 
In 1668 kocht keurvorst Ferdinand Maria het landgoed. Vanaf dat moment werd Paleis Possenhofen gebruikt door het Beierse heersende paar en hun hofhouding. Ferdinand Maria stierf in 1679 en zijn zoon keurvorst Max Emanuel liet het landgoed in 1685 na aan de voorzitter van de krijgsraad Johann Karl von Serényi, die uitstekende diensten had bewezen in de strijd tegen het Ottomaanse Rijk. Serényi verkocht het paleis slechts vier jaar later aan Johann Rudolf von Wämpl, die het grondig liet renoveren en met één verdieping liet verhogen. 
In 1779 kocht Johann Kaspar Basselet von La Rosée de Hofmark Possenhofen, nadat hij in 1760 al eigenaar was van de naburige Hofmark Garatshausen in het zuiden.

### Hertog Max
Na verschillende opeenvolgende eigenaars uit de familie La Rosée kocht hertog Max van Beieren, die uit een zijlijn van de familie Wittelsbach stamde, in 1834 de twee naburige Hofmarken Possenhofen en Garatshausen. De gevels van het paleis werden vervolgens verbouwd, de ramen werden voorzien van luiken en het interieur kreeg een prestigieuze trap. De tegelkachels van vloer tot plafond uit de tijd van de bouw werden vervangen door witte tegelkachels in laat classicistische stijl. De gewelfde kamers op de begane grond bleven behouden, net als de houten plafonds in de grote kamers die uitkijken op het meer.
De oude boerderijgebouwen ten westen van het kasteel werden vervangen door het zogenaamde hoefijzervormige gebouw, waarvan de binnenplaats uitkomt op het noorden. De benedenverdiepingen van de westelijke en zuidelijke vleugels herbergden de paardenstallen, koets- en rijtuigstallingen en zijn daarom aanzienlijk breder. Hierboven woonde altijd een groot aantal bedienden. 
Een badhuis bij het meer, een terras aan het meer met panoramisch uitzicht en een boothuis werden toegevoegd. “Possi”, zoals de acht kinderen van de hertog en hertogin het kasteel liefkozend noemden, werd een favoriet zomerverblijf. Hertog Max, die een gearrangeerd huwelijk had met zijn vrouw Ludovika, bracht weinig tijd door in Possenhofen. Het kasteel bleef het favoriete zomerverblijf van hertogin Ludovika, zelfs nadat haar kinderen al lang volwassen waren. Gedurende 24 jaar verbleven keizerin Elisabeth en haar uitgebreide hofhouding enkele weken in het nabijgelegen Hotel Strauch, dat later werd omgedoopt tot “Hotel Kaiserin Elisabeth”.
Rond 1860 liet het hertogelijke paar het oude kasteel verbouwen naar het voorbeeld van slot Berg. De platte piramidedaken van de vier hoektorens werden verwijderd en hun bovenkant, net als de dakranden en de bovenkant van het tentdak, kregen gotische kantelen. Tegelijkertijd werd een extra verdieping toegevoegd aan het hoefijzervormige complex met drie vleugels en versierd met een geschilderde kroonlijst onder de dakrand.
Hertogin Ludovika stierf in het slot in 1892. Het paleis werd geërfd door haar zoon Karl Theodoor. Na zijn dood in 1909 gebruikte zijn zoon Lodewijk Willem het landgoed.

### Na de Eerste Wereldoorlog
De hertogelijke familie gebruikte het kasteel steeds minder na de Eerste Wereldoorlog. De kinderloze Lodewijk Willem in Beieren stelde het uiteindelijk in de jaren 1920 beschikbaar als vakantiehuis voor kinderen. In 1936 kwam het kasteel via een eigendomsdeling in handen van Luitpold Emanuel in Beieren, die het in 1940 verkocht aan de Nationaalsocialistische Volkswelzijnsorganisatie om er een herstellingsoord voor moeders van te maken. De oorlog verhinderde dit project. In plaats daarvan werd er een medische trainingseenheid van de Luftwaffe gehuisvest. Daarna werd het kasteel gebruikt als militair hospitaal en als verzorgingstehuis voor zwaar gehandicapten. Na het einde van de Tweede Wereldoorlog raakten het kasteel en het terrein steeds meer in verval.
In 1948 nam de Vrijstaat Beieren het landgoed over als rechtsopvolger van het Duitse Rijk. In hetzelfde jaar kochten de fabrikanten van kleine motoren en bromfietsen Erich en Kurt Bagusat het kasteel om er een fabriek voor hulpmotoren voor fietsen in de hoefijzerenbouw te vestigen. Vanaf 1956 produceerde Kurt Bagusat hier ook fruit op alcohol voor de chocolade-industrie. De twee industriëlen runden ook een renstal en fokten volbloeden in de bijgebouwen van het kasteel. Deze gebruiksdoeleinden en niet in de laatste plaats een schaapskooi op de begane grond van het Oude Kasteel leidden tot verwaarlozing waarbij de originele inrichting en het interieur bijna volledig verloren gingen.

### 1981: appartementen
In 1981 werd het volledig vervallen kasteelcomplex gekocht door de kunstenaar Franz Schilke. De toenmalige districtscommissaris Rudolf Widmann adviseerde om de vervallen gebouwen te slopen en een modern hotel te bouwen op het terrein. Veel delen van het vervallen gebouwencomplex dreigden in te storten en het metselwerk was ernstig aangetast door bouwsponzen en schimmels. Dankzij de inzet van Schilke, samen met andere investeerders die optraden als bouwers, werd het gebouw van 1982 tot 1984 gerenoveerd en omgebouwd tot een appartementencomplex onder leiding van de architecten Erwin Schleich, Olivier Freiherr von Beaulieu-Marconnay en Alexander Krieger uit München, met de betrokkenheid van Michael Petzet, algemeen conservator van het Beierse Staatsbureau voor Monumentenzorg.
Het kasteel, dat is omgebouwd tot appartementen, is ontoegankelijk voor het grote publiek. De weg die naar het kasteel liep, werd verplaatst. In plaats daarvan werd de oever van het meer opengesteld voor het publiek. Sinds 1985 is een gebied van twee hectare aan de voorkant van het kasteelcomplex opengesteld voor het publiek. 